# Patrick Louis (auteur)
Pour les articles homonymes, voir Patrick Louis et Louis.
Patrick Louis, né le 2 octobre 1958 à Bourg-en-Bresse est un politologue français.

## Biographie
Diplômé d'études approfondies ès sciences de l'information (1980) et docteur en science politique (1985), il s'est intéressé en particulier à l'histoire du royalisme français.

## Publications
- Les Royalistes - Enquête sur les amis du Roi, éd. Albin Michel, 1989 (avec François-Marin Fleutot).
- Skinheads, taggers, zulus & Co, éd. La Table ronde, 1990 (avec Laurent Prinaz).
- La Table ronde, une aventure singulière, éd. La Table ronde, 1992.
- Histoire des royalistes de la Libération à nos jours, éd. Jacques Grancher, 1994.